# 진도읍
진도읍(珍島邑)은 대한민국 전라남도 진도군의 행정, 산업의 중심지로 섬의 가운데로 깊숙이 만입한 진도만의 북동안에 자리잡고 있다.

## 개요
북, 동, 남은 200ｍ 내외의 산지가 둘러싸여 있고 산지 사이의 낮은 곳을 통하여 섬 안의 사방으로 도로가 통하고 있다. 섬의 입구이면서 이순신 장군의 전승지인 명량 해협에 임한 벽파진이 있고 이 근방에 고려 명장 김방경이 삼별초군을 격파한 고전장인 위왕성이 있다. 이 밖에 충무공 전첩비, 금갑진, 쌍계사 등의 여러 명승고적이 있다.

## 행정 구역
| 법정리 | 한자명 | 행정리                                           | 비고            |
| ------ | ------ | ------------------------------------------------ | --------------- |
| 교동리 | 校洞里 | 북상리, 서외리, 사정1리, 사정2리, 송현리, 고작리 |                 |
| 남동리 | 南洞里 | 남동리, 남산리, 조금리                           | 읍사무소 소재지 |
| 동외리 | 東外里 | 동외리, 당동리, 용두리                           |                 |
| 산월리 | 山月里 | 산월리, 내산월리                                 |                 |
| 성내리 | 城內里 | 성동리, 성서리                                   |                 |
| 수역리 | 壽域里 | 수역리, 북치리, 매향리, 신흥리, 월평리           |                 |
| 수유리 | 水流里 | 수유리, 전두1리, 전두2리, 청용리                 |                 |
| 쌍정리 | 雙井里 | 두정리, 통정리                                   |                 |
| 염장리 | 念丈里 | 염장리                                           |                 |
| 포산리 | 浦山里 | 포산리, 포서리, 지도리, 포구리, 죽엽리           |                 |
| 해창리 | 海倉里 | 소포리, 해창리                                   |                 |

## 교육
- 진도초등학교
- 진도서초등학교
- 진도중학교
- 진도고등학교
- 진도실업고등학교